# Braathens
Braathens, fino al 1997 conosciuta come Braathens South American & Far East Airtransport e commercializzata come Braathens SAFE, era una compagnia aerea norvegese basata presso l'Aeroporto di Oslo-Gardermoen. Acquistata da Scandinavian Airlines nel 2001, nel 2004 la società divenne SAS Braathens e, nel 2007, fu incorporata in SAS.

## Storia
Fu fondata il 26 marzo 1946 dall'armatore G. Ludvig Braathen. Iniziò le attività di volo il 30 gennaio dell'anno seguente. Originariamente utilizzava una flotta di Douglas DC-4 su rotte verso l'Estremo Oriente e il Sudafrica. Il 5 agosto 1949 furono inaugurati i primi servizi regolari di linea ma, dal 1954, la società fu costretta ad operare tutti i voli di linea solo in ambito nazionale, dove utilizzava De Havilland DH-114 Heron. Braathens SAFE continuò comunque a operare voli charter internazionali utilizzando Douglas DC-3 e Douglas DC-6.
I Fokker F27 vennero inseriti in flotta a partire dal 1958, per poi essere gradualmente eliminati con la consegna dei Fokker F28 e dei Boeing 737-200 nel 1969. Dopo un utilizzo di due anni dei Boeing 767, dal 1986 Braathens volò con una flotta di soli Boeing 737. Con l'aumento della concorrenza sulle rotte interne, la società ripristinò voli internazionali a partire dal 1987. Dopo essere stata quotata nella Borsa di Oslo, Braathens siglò un accordo con l'olandese KLM ed allargò le operazioni in Svezia attraverso l'acquisto di due aerolinee locali: Transwede e Malmö Aviation.
All'inizio del 1998 mutò ragione sociale in Braathens A.S.A. Con la chiusura dell'Aeroporto di Oslo-Fornebu, e il conseguente trasferimento presso il nuovo Aeroporto di Oslo-Gardermoen nel 1998, la compagnia si trovò a competere direttamente con SAS, evento che incise pesantemente sui risultati economici. Quasi inevitabilmente Braathens alla fine del 2001 venne ceduta a Scandinavian Airlines e, il 1º maggio 2004, si fuse con la branca norvegese di SAS ("Westlink") sotto il nome SAS Braathens. Il 1º giugno 2007 tale denominazione fu mutata in SAS Norge fino alla completa fusione con SAS, avvenuta il 1º ottobre 2009.

## Flotta
La flotta di Braathens nel 2004 comprendeva:
| Aereo      | Totale |
| ---------- | ------ |
| Boeing 737 | 22     |